# Ersin Destanoğlu
Ersin Destanoğlu (Gaziosmanpaşa, 1 januari 2001) is een Turks voetballer die als doelman speelt bij Beşiktaş.

## Clubcarrière
Destanoğlu debuteerde op 13 juni 2020 in de Turkse Süper Lig tegen Antalyaspor. Hij kreeg een vaste basislaats in seizoen 2020/21, waarin hij 35 competitieduels speelde en werd geselecteerd voor het Turks voetbalelftal, waarin hij echter geen minuten kon maken. In 2022 verloor hij zijn vaste basisplaats echter aan collega Mert Günok.